# Lowell Gilmore
Lowell Gilmore (Saint Paul, 20 dicembre 1906 – Hollywood, 31 gennaio 1960) è stato un attore statunitense.

## Biografia
Lowell Gilmore aveva già alle spalle una lunga carriera teatrale, quando fece il suo debutto cinematografico alle metà degli anni quaranta. Sui palcoscenici di Broadway era apparso fin dalla fine degli anni venti, a partire dalla pièce The First Mrs. Fraser, in scena dal dicembre 1929 al novembre 1930, per proseguire durante tutto il successivo decennio, fino a The Family, rappresentata nella primavera del 1943.
L'esordio di Gilmore sul grande schermo avvenne nel 1944 con il ruolo di Semyon nel dramma di guerra Tamara figlia della steppa di Jacques Tourneur, un tributo allo sforzo bellico della Russia sovietica, oggi principalmente ricordato per essere stato il primo film in cui recitò Gregory Peck e che lanciò la sua carriera. Subito dopo Gilmore apparve ne Il ritratto di Dorian Gray (1945), versione che la MGM trasse dall'omonimo celebre romanzo di Oscar Wilde, e in cui egli interpretò il ruolo del pittore Basil Hallward, autore del fatale ritratto che invecchierà al posto del protagonista, portandone i segni dei vizi e della depravazione.
La carriera cinematografica di Gilmore proseguì all'insegna di interpretazioni in ruoli secondari, pur in pellicole di un certo richiamo e di diverso genere, come La freccia nera (1948), in cui interpretò la parte del Duca di Gloucester, Le miniere di re Salomone (1950), Il talismano della Cina (1952), Gli avventurieri di Plymouth (1952), Androclo e il leone (1952), Francis contro la camorra (1953), Gli amanti dei cinque mari (1955), oltre ai western Stella solitaria (1952), Le giubbe rosse del Saskatchewan (1954) e La saga dei comanches (1956).
In veste di caratterista, Gilmore recitò durante tutti gli anni cinquanta in note serie televisive del decennio, come Cavalcade of America (1953), You Are There (1955), Scienza e fantasia (1955-1956), General Electric Theater (1956-1957), Le avventure di Charlie Chan (1957). Apparve per l'ultima volta sul grande schermo nel film Un solo grande amore (1957), biografia della grande attrice teatrale americana Jeanne Eagels, nel ruolo non accreditato del reverendo Davidson, mentre la sua ultima apparizione sulle scene fu in un episodio della serie televisiva d'avventura The Adventures of Jim Bowie (1958).
L'attore morì prematuramente il 31 gennaio 1960, all'età di 53 anni.

## Filmografia

### Cinema
- Tamara figlia della steppa (Days of Glory), regia di Jacques Tourneur (1944)
- Il ritratto di Dorian Gray (The Picture of Dorian Gray), regia di Albert Lewin (1945)
- Onde insanguinate (Johnny Angel), regia di Edwin L. Marin (1945)
- Strange Conquest, regia di John Rawlins (1946)
- Step by Step, regia di Phil Rosen (1946)
- Non tormentarmi più (The Arnelo Affair), regia di Arch Oboler (1947)
- Calcutta, regia di John Farrow (1947)
- Canaglia eroica (The Prince of Thieves), regia di Howard Bretherton (1948)
- La freccia nera (The Black Arrow), regia di Gordon Douglas (1948)
- L'uomo che vorrei (Dream Girl), regia di Mitchell Leisen (1948)
- La grande minaccia (Walk a Crooked Mile), regia di Gordon Douglas (1948)
- Il giardino segreto (The Secret Garden), regia di Fred M. Wilcox (1949)
- Spada nel deserto (Sword in the Desert), regia di George Sherman (1949)
- Le avventure di Capitan Blood (Fortunes of Captain Blood), regia di Gordon Douglas (1950)
- Viva Robin Hood (Rogues of Sherwood Forest), regia di Gordon Douglas (1950)
- Le miniere di re Salomone (King Solomon's Mines), regia di Compton Bennett e Andrew Marton (1950)
- I conquistatori della Sirte (Tripoli), regia di Will Price (1950)
- La mia donna è un angelo (Darling, How Could You!), regia di Mitchell Leisen (1951)
- Il ribelle dalla maschera nera (The Highwayman), regia di Lesley Selander (1951)
- Roadblock, regia di Harold Daniels (1951)
- Il talismano della Cina (Hong Kong), regia di Lewis R. Foster (1952)
- Stella solitaria (Lone Star), regia di Vincent Sherman (1952)
- Gli avventurieri di Plymouth (Plymouth Adventure), regia di Clarence Brown (1952)
- Androclo e il leone (Androcles and the Lion), regia di Chester Erskine e, non accreditato, Nicholas Ray (1952)
- Francis contro la camorra (Francis Covers the Big Town), regia di Arthur Lubin (1953)
- Marinai del re (Single-Handed), regia di Roy Boulting (1953) - non accreditato
- Le giubbe rosse del Saskatchewan (Saskatchewan), regia di Raoul Walsh (1954)
- Day of Triumph, regia di John T. Coyle e Irving Pichel (1954)
- Man and Pa Kettle at Waikiki, regia di Lee Sholem (1955)
- Gli amanti dei cinque mari (The Sea Chase), regia di John Farrow (1955)
- Oceano rosso (Blood Alley), regia di William A. Wellman (1955)
- La saga dei comanches (Comanche), regia di George Sherman (1956)
- Un solo grande amore (Jeanne Eagles), regia di George Sidney (1957) - non accreditato

### Televisione
- The Living-Christ Series – miniserie TV (1951)
- The Unexpected – serie TV, 1 episodio (1952)
- The Ford Television Theatre – serie TV, 1 episodio (1953)
- Four Star Playhouse – serie TV, 1 episodio (1953)
- Chevron Theatre – serie TV, 1 episodio (1953)
- Cavalcade of America – serie TV, 2 episodi (1953)
- Mayor of the Town – serie TV, 1 episodio (1954)
- Mr. & Mrs. North – serie TV, 3 episodi (1952-1954)
- The Adventures of Falcon – serie TV, 1 episodio (1954)
- Schlitz Playhouse of Stars – serie TV, 1 episodio (1954)
- Your Favorite Story – serie TV, 1 episodio (1954)
- The Lone Wolf – serie TV, 2 episodi (1954-1955)
- Fireside Theatre – serie TV, 1 episodio (1955)
- Topper – serie TV, 2 episodi (1954-1955)
- Climax! – serie TV, episodio 1x34 (1955)
- Frontier – serie TV, 1 episodio (1955)
- You Are There – serie TV, 3 episodi (1955)
- Frida (My Friend Flicka) – serie TV, episodio 1x14 (1955)
- Matinee Theatre – serie TV, 1 episodio (1956)
- Alfred Hitchcock presenta (Alfred Hitchcock Presents) – serie TV, 1 episodio (1956)
- The 20th Century-Fox Hour – serie TV, episodio 1x17 (1956)
- Scienza e fantasia (Science Fiction Theatre) – serie TV, episodi 1x05-2x18 (1955-1956)
- The Jack Benny Program – serie TV, 1 episodio (1956)
- The Gale Storm Show: Oh, Susanna! – serie TV, 1 episodio (1956)
- Telephone Time – serie TV, episodio 2x19 (1957)
- Crossroads – serie TV, episodi 1x22-2x22 (1956-1957)
- General Electric Theater – serie TV, 2 episodi (1956-1957)
- Le avventure di Charlie Chan (The New Adventures of Charlie Chan) – serie TV, 1 episodio (1957)
- The Californians – serie TV, 1 episodio (1957)
- The Adventures of Jim Bowie – serie TV, 1 episodio (1958)

## Doppiatori italiani
- Giulio Panicali in Il ritratto di Dorian Gray
- Stefano Sibaldi in Tamara figlia della steppa
- Sandro Ruffini in Calcutta
- Mario Pisu in Il giardino segreto
- Cesare Barbetti in I conquistatori della Sirte
- Renato Turi in Gli avventurieri di Plymouth
- Nino Pavese in Gli amanti dei cinque mari
- Bruno Persa in Oceano rosso